# Pteris irregularis
Pteris irregularis là một loài dương xỉ trong họ Pteridaceae. Loài này được Kaulf. mô tả khoa học đầu tiên.